# NGC 4206
NGC 4206 is een spiraalvormig sterrenstelsel in het sterrenbeeld Maagd. Het hemelobject werd op 17 april 1784 ontdekt door de Duits-Britse astronoom William Herschel.

## Synoniemen
- IC 3064
- IRAS12127+1318
- UGC 7260
- ZWG 69.104
- MCG 2-31-66
- VCC 145
- PGC 39183